# Bule de chá de Russell

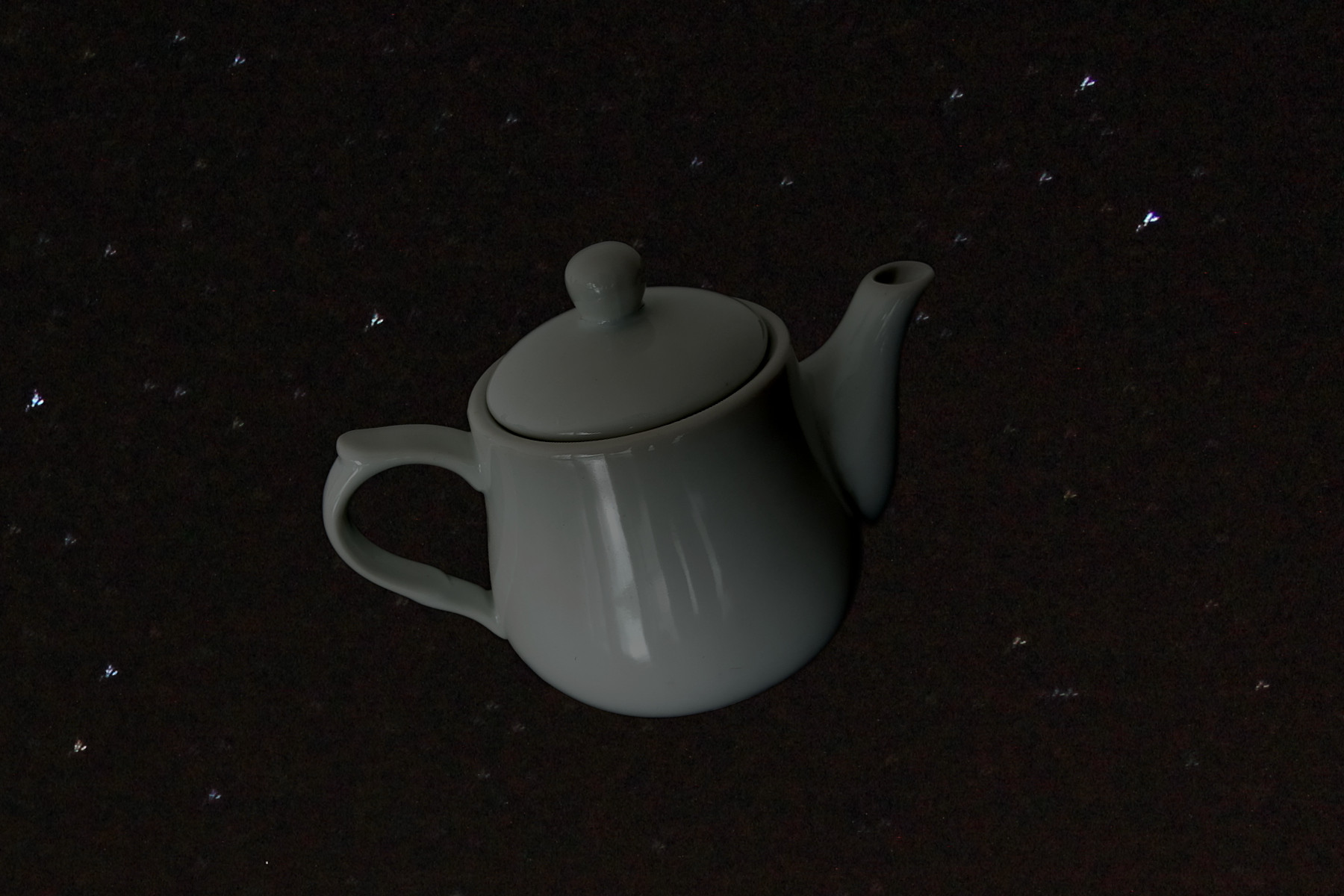
Uma representação artística de um bule de chá no espaço.

O bule de chá de Russell, eventualmente chamado de bule celestial, é uma analogia criada pelo filósofo Bertrand Russell (1872–1970) que tem por finalidade mostrar que a dificuldade de desmentir uma hipótese não torna esta verdadeira, e que não compete a quem duvida desmenti-la, mas quem acredita nela é que deve provar sua veracidade. Este argumento de Russel é similar em muitos pontos ao argumento do "Ônus da prova", utilizado para contestar a Fé e a Religião.
Russell aplicou sua analogia especificamente no contexto de religião. Ele escreveu que, se ele afirmasse, sem oferecer provas, que um bule de chá estivesse orbitando o Sol em algum lugar entre a Terra e Marte, ele não poderia esperar que alguém acreditasse nele somente pelo fato de sua afirmação não poder ser desmentida. Ou seja, no seu entender, o fardo filosófico da prova recai sobre uma pessoa que faz afirmações infalíveis, em vez de transferir o fardo da reprovação aos outros.

## Descrição
Num artigo chamado "Existe um Deus?", Russell escreveu:
| “ | Muitos indivíduos ortodoxos dão a entender que é papel dos céticos refutar os dogmas apresentados — em vez dos dogmáticos terem de prová-los. Essa ideia, obviamente, é um erro. De minha parte, poderia sugerir que entre a Terra e Marte há um bule de chá de porcelana girando em torno do Sol em uma órbita elíptica, e ninguém seria capaz de refutar minha asserção, tendo em vista que teria o cuidado de acrescentar que o bule de chá é pequeno demais para ser observado mesmo pelos nossos telescópios mais poderosos. Mas se afirmasse que, devido à minha asserção não poder ser refutada, seria uma presunção intolerável da razão humana duvidar dela, com razão pensariam que estou falando uma tolice. Entretanto, se a existência de tal bule de chá fosse afirmada em livros antigos, ensinada como a verdade sagrada todo domingo e instilada nas mentes das crianças na escola, a hesitação de crer em sua existência seria sinal de excentricidade e levaria o cético às atenções de um psiquiatra, numa época esclarecida, ou às atenções de um inquisidor, numa época passada. | ” |

Em 1958, Russell elaborou sobre a analogia:
| “ | Eu tendo a me considerar um agnóstico; mas, para todos os propósitos práticos, sou um ateísta. Eu não vejo a existência do Deus Cristão como sendo nem um pouco mais provável que a existência dos Deuses do Olimpo ou de Valhalla. Ilustrando de outra forma: ninguém pode provar que não existe, entre a Terra e Marte, um bule de porcelana girando em uma órbita elíptica, e no entanto ninguém vê este fato como provável o suficiente para ser levado em conta na prática. Eu vejo o Deus Cristão como igualmente improvável. | ” |

## Uso contemporâneo
Em seu livro O Capelão do Diabo, de 2003, Richard Dawkins desenvolveu esta analogia do bule de chá celestial:[carece de fontes?]
| “ | "A razão da religião reagir contra esta ideia, ao contrário da crença no Bule de Chá de Russell, é porque a religião é poderosa, influente, se autoexime e sistematicamente é passada para crianças que são jovens demais para se defenderem sozinhas. Crianças não são compelidas a passar seus anos de alfabetização lendo livros insanos sobre bules de chá. Escolas públicas não excluem crianças cujos pais preferem formatos diferentes de bule. Os crentes no bule de chá não ameaçam com a morte quem não crê no bule, quem duvida do bule ou quem blasfema contra o bule. Mães não aconselham seus filhos a se casarem com mulheres que creem no bule de chá celestial, tal como todos os seus parentes se casaram. Pessoas que misturam leite no chá não têm suas pernas quebradas por quem prefere o chá puro." | ” |

Em seus livros O Capelão do Diabo e Deus, um Delírio, Dawkins usa o bule de chá como uma analogia de um argumento contra o que ele chamou de "conciliação agnóstica". Se a ciência não tem nenhuma maneira de estabelecer a existência ou a não-existência de Deus, acreditar ou não acreditar é uma questão de gosto para o conciliador agnóstico. Então, acreditar ou não acreditar merece o mesmo respeito. Dawkins apresenta o bule de chá como uma redução ao absurdo dessa posição: se agnosticismo respeita igualmente a crença e a não crença num ser supremo, então deve respeitar igualmente a crença no bule de chá celestial, já que a existência do bule é cientificamente tão plausível quanto a existência de um ser supremo.
Peter Atkins disse que o ponto principal do Bule de Chá de Russell é mostrar que um cientista não pode provar a negação, e então a Navalha de Occam demanda que a teoria mais simples (na qual não há ser supremo) deve prevalecer à teoria mais complexa (que há um ser supremo). Argumento análogo é apresentado por Carl Sagan mediante a estória O Dragão em Minha Garagem conforme relatada em O Mundo Assombrado pelos Demônios: "Sua incapacidade de invalidar a minha hipótese não é, de forma alguma, a mesma coisa de provar que ela é verdadeira."[carece de fontes?]
O conceito do bule de chá de Russell tem sido explorado com humor, mais explicitamente do que paródias como a do Unicórnio Cor-de-Rosa Invisível ou do Monstro do Espaguete Voador.[carece de fontes?]

## Críticas
Os críticos do argumento do bule afirmam que a analogia do Bule de Russell não se sustenta porque parte de uma premissa errada. Respondendo à invocação do "Bule Celestial" de Russell como evidência contra a religião, o filósofo Peter van Inwagen argumenta que, embora o bule de Russell seja uma bela peça de retórica, sua forma lógica de argumento é menos do que clara. Mesma linha defendida pelo filósofo Paul Chamberlain, segundo o qual "toda afirmação de verdade, seja positiva ou negativa, carrega um fardo de prova".
O filósofo Brian Garvey argumenta que a analogia do bule falha em relação à religião porque, com o bule, o crente e o não crente estão simplesmente discordando sobre um item no universo e podem conter em comum todas as outras crenças sobre o universo, o que não é verdade para um ateu e um teísta.[carece de fontes?]
O crítico literário James Wood diz que a crença em Deus "é muito mais razoável do que a crença em um bule (…) porque Deus não pode ser reificado, não pode ser transformado em uma mera coisa".
Um contra-argumento, avançado pelo filósofo Eric Reitan, é que a crença em Deus é diferente da crença em um bule porque os bules são físicos e, portanto, em princípio, verificáveis, e que dado o que sabemos sobre o mundo físico não temos nenhuma boa razão para pensar que a crença no bule de Russell é justificada e pelo menos alguma razão para pensar que não.
No entender de Alvin Plantinga, cabe ao ateu provar que Deus não existe, e não o contrário. Segundo ele, uma falsidade está no centro do argumento de Russell, o qual pressupõe que não há provas contra o bule, o que não condiz com a realidade, conforme pode ser percebido em suas palavras: "Claramente temos uma grande quantidade de evidências contra o Bule de Russel. Por exemplo, até onde sabemos, a única maneira de um bule entrar em órbita ao redor do Sol seria se algum país com capacidades suficientemente desenvolvidas de tecnologia espacial tivesse colocado este pote em órbita. Nenhum país com tais capacidades é suficientemente frívolo para desperdiçar seus recursos tentando enviar um bule em órbita. Além disso, se algum país tivesse feito isso, teria sido notícia em todos os lugares do mundo; certamente teríamos ouvido falar sobre isso. Mas nós não temos. E assim por diante. Há muitas evidências contra o Bule de Russel."